# Flandern-Rundfahrt 1963
Die Flandern-Rundfahrt 1963 war die 47. Austragung der Flandern-Rundfahrt, ein Eintagesrennen im Straßenradsport. Es wurde am 31. März 1963 über eine Distanz von 250 km ausgetragen. Sieger wurde Noël Foré aus Belgien.

## Rennen
133 Radrennfahrer stellten sich dem Starter in Gent. Die Flandern-Rundfahrt gehörte zur Rennserie Super Prestige Pernod 1963. Am Kruisberg formierte sich eine Spitzengruppe aus dreizehn Fahrern, die das Rennen bis ins Ziel bestimmte. Rudi Altig, der ebenfalls dabei war, verlor nach einem Sturz vier Kilometer vor dem Ziel den Kontakt zu dieser Gruppe. Noël Foré gewann den Zielsprint knapp. 37 Fahrer erreichten das Ziel in Gentbrugge. Von den Mitfavoriten wurden Rudi Altig 11. und Jan Janssen 13. und der spätere Weltmeister Benoni Beheyt 14.

## Ergebnis
| Platz | Fahrer             | Team                         | Zeit              |
| ----- | ------------------ | ---------------------------- | ----------------- |
| 1.    | Noël Foré          | Flandria–Faema               | 6: 08: 42 Stunden |
| 2.    | Frans Melckenbeeck | Mercier–BP–Hutchinson        | gl. Zeit          |
| 3.    | Tom Simpson        | Peugeot–BP                   | gl. Zeit          |
| 4.    | Willy Vannitsen    | Peugeot–BP                   | gl. Zeit          |
| 5.    | Joseph Wouters     | Solo–Terrot–Englebert        | gl. Zeit          |
| 6.    | Rik Van Looy       | GBC–Libertas                 | gl. Zeit          |
| 7.    | Michel Van Aerde   | Solo–Terrot–Englebert        | gl. Zeit          |
| 8.    | Emile Daems        | Peugeot–BP                   | gl. Zeit          |
| 9.    | Raymond Poulidor   | Mercier–BP–Hutchinson        | gl. Zeit          |
| 10.   | Jo de Roo          | St. Raphaël–Géminiani–Dunlop | gl. Zeit          |